# Алехандро Сінібальді
Алехандро Сінібальді (1825–1896) — гватемальський політичний діяч, віце-президент, виконував обов'язки президента країни упродовж кількох днів на початку квітня 1985 року після загибелі його попередника, Хусто Руфіно Барріоса, у сутичці з військами Сальвадору.